# Suleiman Mousa
Suleiman Mousa (en árabe: سليمان الموسى) (Irbid; 11 de junio de 1919 - Amán; 9 de junio de 2008) fue un escritor jordano e historiador nacido en Al-Rafeed, una aldea al norte de la ciudad de Irbid. Escribió muchos libros, entre los que destacan "La biografía de Sharif Hussein Bin Ali", "Jordania en la guerra de 1948", "La Gran Revuelta Árabe", "Historia de Jordania en el siglo 20", y fue el primer y único autor árabe para escribir acerca de Lawrence de Arabia y de mostrar la perspectiva árabe. Su libro T.E. Lawrence: Un punto de vista árabe se publicó en 1966 y traducida al Inglés, Francés y Japonés. Fue escrito después de un estudio que lo había convencido de que aunque había muchos libros escritos para alabar a Lawrence y otros escritos de desprestigio, todos ellos exagerada su parte en la rebelión árabe y no hace justicia a los propios árabes. Suleiman Mousa nació en una familia cristiana en el pueblo de Al Rafeed (الرفيد) Jordania, en 1919, el pueblo con vistas al río Yarmuk, y se encuentra a 20 km de Amán, la capital de Jordania.
- Datos: Q3399007
- Multimedia: Suleiman Mousa / Q3399007